# Cardioglossa inornata
Espèce
Synonymes
- Cardioglossa nigromaculata inornata Laurent, 1952

Cardioglossa inornata est une espèce d'amphibiens de la famille des Arthroleptidae.

## Répartition
Cette espèce est endémique du Sud-Kivu en Congo-Kinshasa,. Elle se rencontre dans la Haute Lubitshako de 1 900 à 2 000 m d'altitude.

## Publication originale
- Laurent, 1952 : Reptiles et batraciens nouveaux du massif du mont Kabobo et du plateau des Marungu. Revue de Zoologie et de Botanique Africaines, vol. 46, p. 18-34.